# Hello, I'm Dolly
Hello, I'm Dolly es el álbum debut de Dolly Parton, con producción de Fred Foster, distribuido por Monument. Éste tenía una duración de 29:14 min. y estaba orientado a la música country.

## Información del álbum
Parton entre comienzos y mediados de los '60 había colaborado con varios cantantes, por lo que, en 1967 lanzó su primer álbum Hello, I'm Dolly. Sólo dos de sus temas, "Dumb Blonde" (escrita por Curly Putman) y "Something Fishy" (escrita por Parton), llegaron a aparecer en el chart country de Estados Unidos, y el disco ocupó la posición #11 del chart country de ventas. El álbum llamó la atención del entonces popular cantante Porter Wagoner, por tal motivo él invitó a Dolly a sumarse a su programa de música country.

## Canciones
1. "Dumb Blonde" (Curly Putman) - 2:30
2. "Your Ol' Handy Man" (Dolly Parton - 2:12
3. "I Don't Wanna Throw Rice" (Dolly Parton, Bill Owens) - 2:24
4. "Put It Off Until Tomorrow" (Dolly Parton, Bill Owens) - 2:20
5. "I Wasted My Tears" (Dolly Parton, Bill Owens) - 2:20
6. "Something Fishy" (Dolly Parton) - 2:10
7. "Fuel To The Flame" (Dolly Parton, Bill Owens) - 2:42
8. "The Giving And The Taking" (Dolly Parton, Bill Owens) - 2:27
9. "I'm In No Condition" (Dolly Parton) - 2:13
10. "The Company You Keep" (Dolly Parton, Bill Owens) - 2:36
11. "I've Lived My Life" (Lola Jean Dillon) - 2:40
12. "The Little Things" (Dolly Parton, Bill Owens) - 2:26
13. "If Cupid Had a Heart" (Dolly Parton, Bill Owens)

- Datos: Q3034585